# Тихоновская церковь (Беспаловский)
Тихоновская церковь (церковь Тихона Задонского) — бывший православный храм в хуторе Беспалов Области Войска Донского (ныне хутор Беспаловский Волгоградской области).

## История
В 1866 году на хуторе был построен Тихоновский молитвенный дом. Первым его священником был Григорьев Захар Алексеевич. В 1892 году, из-за ветхости молитвенного дома была построена и освящена новая церковь. Она была деревянная, на каменном фундаменте, с деревянной колокольней, покрыты листовым железом. Престол в храме был один — во имя Святителя и Чудотворца Тихона Задонского. Имелась также деревянная караулка для сторожей, покрытая железом.
Расстояние от церкви до консистории — 485 верст, до благочинного — 40 верст, до станицы Урюпинской — 25 верст. Ближайшие к Тихоновскому храму церкви: Успенская в хуторе Вихлянцевом — 7 верст и Вознесенская в хуторе Нижне-Антошинском — 7 верст.
Хутора прихода: Беспалов, Хоперский, Зарниковский, Вилковский, Астаховский и Вихлянцев. В приходе имелось пять школ (одна министерская и четыре приходских): в хуторе Беспалове — была открыта в 1880 году, в хуторе Хоперском — в 1908 году, в хуторе Зарниковском — в 1909 году, в хуторе Балтиновском — в 1908 году и в хуторе Вилковом — в 1906 году.
В советское время, в 1936 году, храм разобрали на брёвна, из которых построили контору машинно-тракторной станции. Но её здание сгорело через несколько месяцев, и жители хутора посещали церковные службы в храмах Урюпинска. Через 30 лет на месте церкви начали строить школу, и в 1969 году построили здание Беспаловской средней школы. После распада СССР старинную церковь возрождали на общественных началах силами хуторян. Деревянный сруб с пристроенным алтарём доставили из Вологодской области. Она была построена в 2011 году и освящена в честь Тихона Задонского. В
2009 году в центре сельского поселения была построена часовня.
В Государственном архиве Волгоградской области имеются документы, относящиеся к этой церкви.